# Anthony Davis (giocatore di football americano)
Anthony Davis (Piscataway, 11 ottobre 1989) è un ex giocatore di football americano statunitense che ha militato nel ruolo di offensive tackle per cinque stagioni con i San Francisco 49ers della National Football League (NFL). Al college ha giocato a football a Rutgers.

## Carriera professionistica

### San Francisco 49ers
Al draft NFL 2010, Davis fu selezionato come 11ª scelta assoluta dai San Francisco 49ers. Il 30 luglio 2010 firmò un contratto di cinque anni del valore di 26,5 milioni di dollari, di cui 15,954 milioni garantiti. Debuttò come professionista il 12 settembre 2010 contro i Seattle Seahawks indossando la maglia numero 76. Nelle sue prime quattro stagioni giocò sempre tutte le 16 partite come titolare
Il 3 febbraio 2013, Davis è partì come titolare nel Super Bowl XLVII ma i 49ers furono sconfitti 34-31 dai Baltimore Ravens. Il 5 aprile 2013, Davis firmò un prolungamento contrattuale quinquennale del valore di 37,295 milioni di dollari coi San Francisco 49ers.
Il 5 giugno 2015, all'età di 25 anni, a sorpresa Davis annunciò il proprio ritiro.

## Palmarès
- National Football Conference Championship: 1

San Francisco 49ers: 2012

## Statistiche
| Partite totali      | 71 |
| Partite da titolare | 71 |